# کاج ژاپنی
کاج ژاپنی (نام علمی: Pinus densiflora) نام یک گونه از سرده کاج است.

## نگارخانه

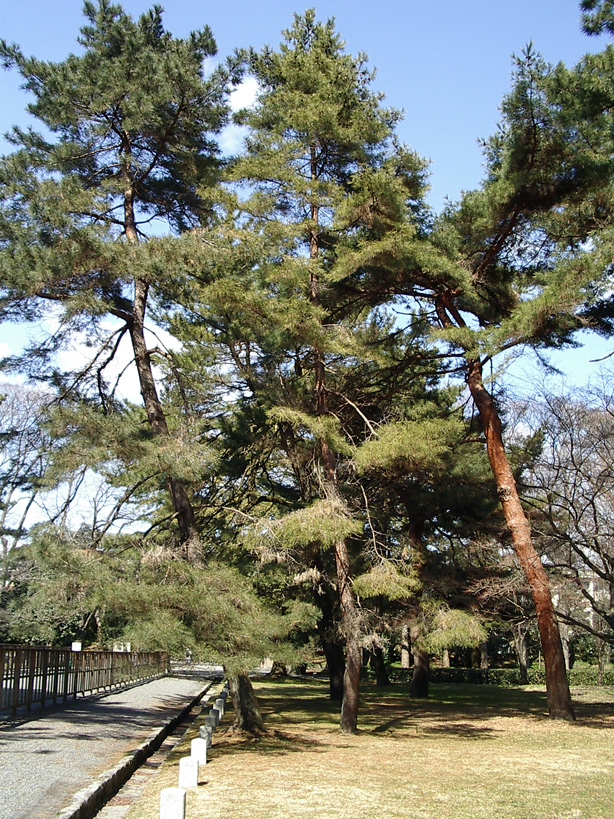
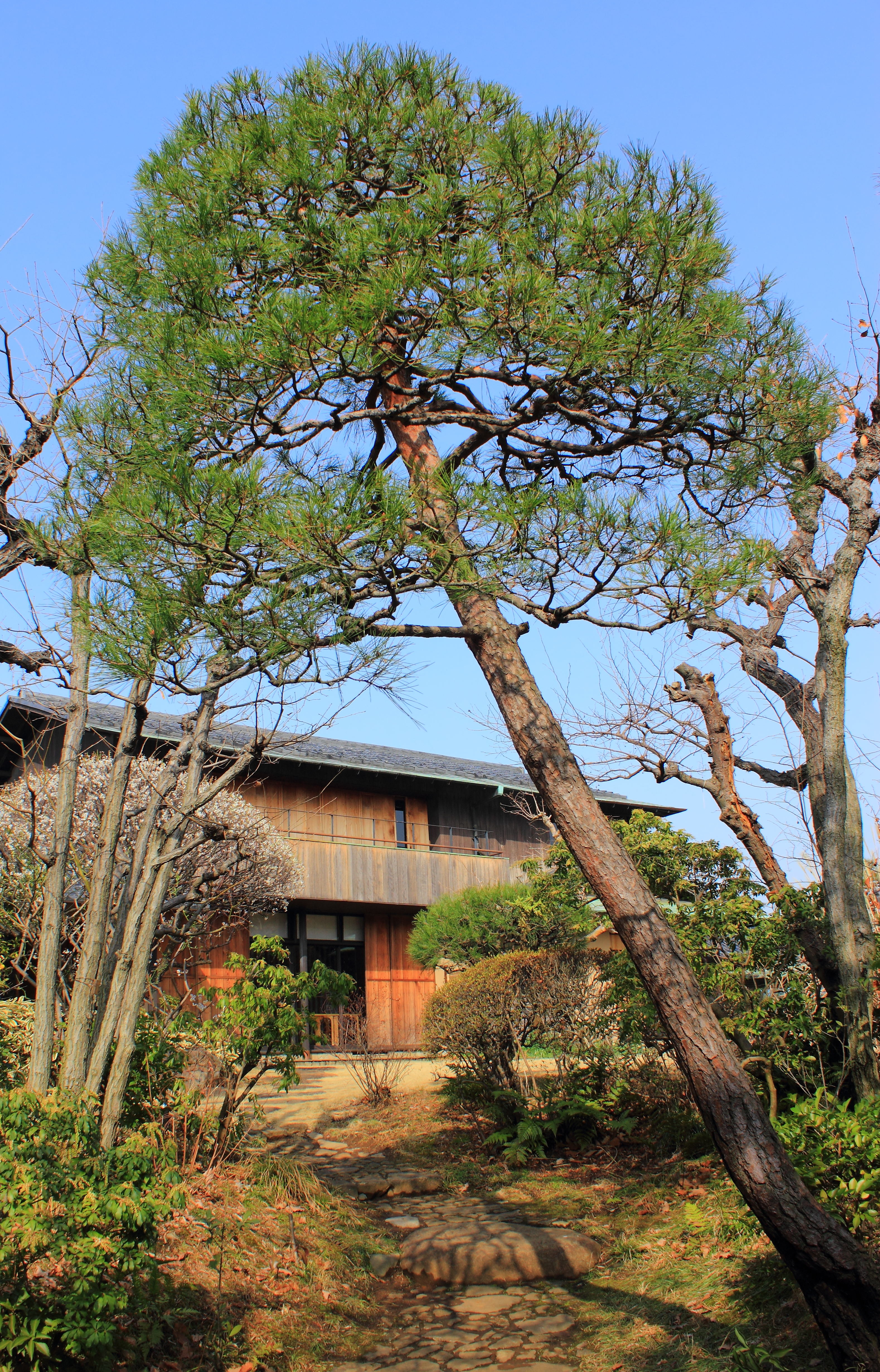
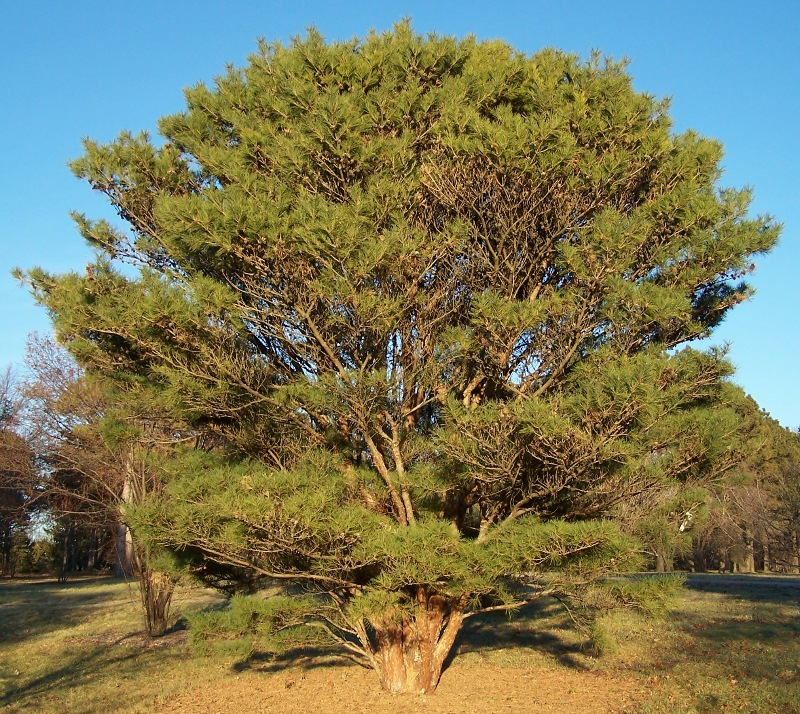
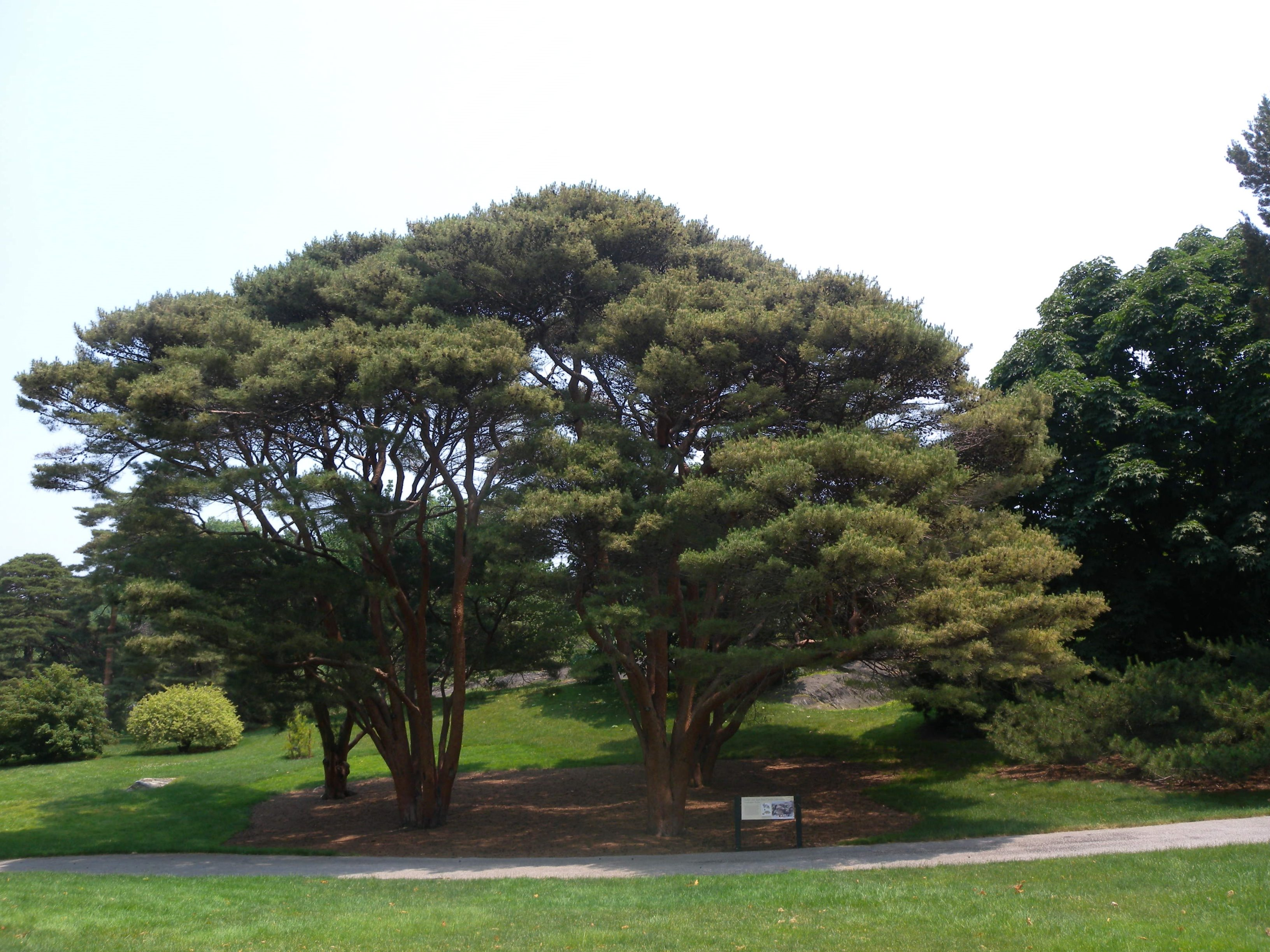